# BoConcept
BoConcept Holding A/S er en international dansk møbelvirksomhed med hovedkvarter i Herning. I Danmark har de møbelbutikker i Ishøj og København. På internationalt plan er møbelkæden franchisedrevet og består af 337 møbelbutikker. BoConcept både indkøber og producerer egne møbler, der sælges i butikkerne. I 2023 havde BoConcept Holding 461 ansatte og de omsatte for 1,273 mia. danske kroner. Virksomheden er siden 2016 ejet af britiske 3i. Der før var den fra 1984 til 2016 børsnoteret på Københavns Fondsbørs. Oprindeligt blev den etableret i 1952 af Jens Ærthøj og Tage Mølholm, som begge var møbelsnedkere.